# Krabbfjärden
58°45′N 17°43′Ø / 58.750°N 17.717°Ø
Krabbfjärden er en af de største og bredeste fjorde i Stockholms sydlige skærgård og omfatter hele området mellem Hartsö i vest og Landsort i øst. Den begrænses mod nord af Askö og Torö, men er mod syd åben ud til  Østersøen.

## Eksterne kilder og henvisninger
1. 1 2  "Tabell över havsområden" (PDF). Arkiveret fra originalen (PDF) 24. september 2015. Hentet 29. juni 2011.

- Krabbfjärden VISS